# Arrowhead Equestrian Estates
Arrowhead Equestrian Estates es un área no incorporada ubicada en el condado de San Bernardino en el estado estadounidense de California.

## Geografía
Arrowhead Equestrian Estates se encuentra ubicada en las coordenadas 34°21′28″N 117°14′59″O / 34.35778, -117.24972.